# Побої
Побої — злочин проти здоров'я людини, що характеризується умисним завданням потерпілому (потерпілій) ударів, які заподіяли фізичний біль і не спричинили тілесних ушкоджень. Наявність діяння встановлюється здебільшого за показаннями допитуваних осіб та іншими доказами. Причому це можуть бути не тільки удари, а й інші дії, які заподіюють біль: щипки, поштовхи, тягання за волосся, викручування рук і т. п. Частий елемент домашнього насильства. 